# 吉增·佩玛
吉增·佩玛（宗喀語：རྗེ་བཙུན་པདྨ་，威利：rje btsun padma；1990年6月4日—）是不丹国王吉格梅·基沙尔·旺楚克的嫡妻，現任不丹王后。

## 称呼
- 1990年6月4日－2011年10月12日：吉增·佩玛郡主

此頭銜用於王女及王室近親女性，依照與國王親疏關係翻譯為「公主」或「郡主」。
- 2011年10月13日－：不丹王后陛下：吉增·佩玛·旺楚克

## 早年
吉增·佩玛于1990年6月4日生于廷布的國家医院。

### 亲人
佩瑪王后是塔希冈人是原塔希冈总督廷里（Thinley Tobgye，1893年－1952年）的外曾孫女。其父親顿珠（Dhondup Gyaltshen）毕业于Kanglung的Sherubtse学院，在过去的22年间任商业飞行驾驶员，服務於不丹皇家航空，後改至巴林航空任職。
王后的母亲索南（Sonam Chuki）出生于不丹的望族布姆唐家族（Bumthang Pangtey），被前任国王吉格梅·多吉·旺楚克之弟朗杰·旺楚克（Namgyel Wangchuck）收為義女。
佩瑪王后在婚前即為王室的親戚。當時的太后是她父親同父异母的姊妹，因此她是太后的外甥女。但她在結婚前從未以王族自居，而認為自己只是為普通平民。王后的父母育有5个孩子，她的第2个。她有两个弟弟：Thinlay Norbu和Jigme Namgyal、两个姐妹：姊姊Yeatso Lhamo和妹妹Serchen Doma。

### 学习经历
佩瑪王后曾先後在过廷布的小龙学院、阳光学院和Changangkha初中受教育，然后入學圣约瑟夫女修道院，並在Lungtenzampa学校上了高中。2006年，她进入印度萨那瓦尔的劳伦斯学院，2008年毕业。然后在伦敦的摄政学院（Regent's College）接受大学教育。

## 婚礼
2011年5月20日，国王宣布与未婚妻吉增·佩玛订婚。王室婚禮訂于2011年10月13日舉行，屆時國王與王后將在普那卡宗完婚。这是普那卡首次舉辦君主的大婚典禮。婚禮上，国王親手為妻子戴上了王冠，並宣布授予她「王后陛下」的頭銜。大婚以不丹民族传统风格進行。2016年2月5日，不丹王室宣布吉增·佩玛誕下一名王儲——吉格梅·納姆耶爾·旺楚克殿下，而国王在吉增王后分娩時一直陪伴在側。2020年3月19日，她在宮裡诞下次子：吉格梅·乌颜·旺楚克王子殿下。2023年9月9日，王后長女索南·揚登·旺楚克公主殿下出生。

## 个人生活
吉增·佩玛的爱好有美术、绘画和篮球，她在学校中曾经当过篮球队长。她在学校经常参加音乐和舞蹈节目，她除了宗卡语，还能流利地说英语和印度语。